# Prétear
Prétear (新白雪姫伝説プリーティア, Shin Shirayuki-hime Densetsu Purītia), ook wel genoemd Prétear - de nieuwe legende van Sneeuwwitje, is een 4-delige manga-serie op basis waarvan een 13-delige anime-serie is gemaakt. In Nederland is deze anime uitgegeven door Dybex.

## Plot
Een meisje genaamd Himeno Awayuki probeert zich aan te passen aan haar nieuwe leven nadat haar vader is hertrouwd met een vrouw uit een rijke familie. Zij ontmoet Hayate, Sasame, Goh, Kei, Mannen, Hajime en Shin, de zeven Leafe Knights. Omdat ze een speciale kracht blijkt te bezitten (samen met een Knight kan ze één worden en wordt daardoor Prétear) trekt ze uiteindelijk samen met hen ten strijde om de prinses van het kwaad te bestrijden.

## Personages
Himeno Awayuki
Een 16-jarig schoolmeisje. Nadat haar vader is hertrouwd maakt ze ineens deel uit van de bovenklasse, maar ze heeft grote moeite om zich hieraan aan te passen. Ook wordt ze door haar nieuwe familieleden en klasgenoten gepest. Zij is afstandelijk tegenover haar familie.
Hayate
De Knight van de wind. Aanvankelijk is hij vijandig tegenover Himeno, maar later wordt hij verliefd op haar en neem hij een baantje aan bij haar thuis om haar te beschermen.
Sasame
De Knight van het geluid. Hij werkt bij de lokale radio als dj en voorziet Himeno van advies. Hij was verliefd op de prinses van het kwaad toen zij nog niet deze vorm had aangenomen.
Mawata Awayuki
Zij is het 14-jarig stiefzusje van Himeno en is intelligent en beheerst. Zij is echter ontzettend eenzaam sinds de dood van haar echte vader en luistert graag naar het radioprogramma van Sasame als uitlaatklep.
Mikage
Een dienstmeid in het huis van Himeno. Zij is in feite Takako, de vorige Prétear.